# شهرستان لندر (نوادا)
شهرستان لندی یکی از شهرستان‌های ایالت نوادا است که جمعیت آن بر طبق آمارهای سال ۲۰۱۰، ۵.۷۷۵ نفر تخمین زده شده است. مساحت این شهرستان ۱۴.۲۹۴ کیلومترمربع است.